# Durna Igła
Durna Igła, dawniej Igła w Durnym (słow. Loktibrada, niem. Däumling, węg. Hüvelyk Matyi) – niewielka 15-metrowa turniczka o wysokości ok. 2575 m n.p.m., znajdująca się w długiej południowo-wschodniej grani Wyżniego Baraniego Zwornika w słowackich Tatrach Wysokich. Durna Igła znajduje się pomiędzy Durnym a Małym Durnym Szczytem, rozdziela Durną Przełęcz na dwa siodła – Maćkową Przełęcz i Przełęcz Pawlikowskiego. Na jej wierzchołek nie prowadzą żadne znakowane szlaki turystyczne.
Polska nazwa Durnej Igły wywodzi się od Durnego Szczytu, natomiast niemiecka nazwa Däumling (w tłumaczeniu Tomcio Paluch) odnosi się do jej kształtu, w którym niegdyś dopatrywano się bajkowych postaci.
Jako pierwszy na Durną Igłę wszedł 17 lipca 1901 r. Gyula Dőri.

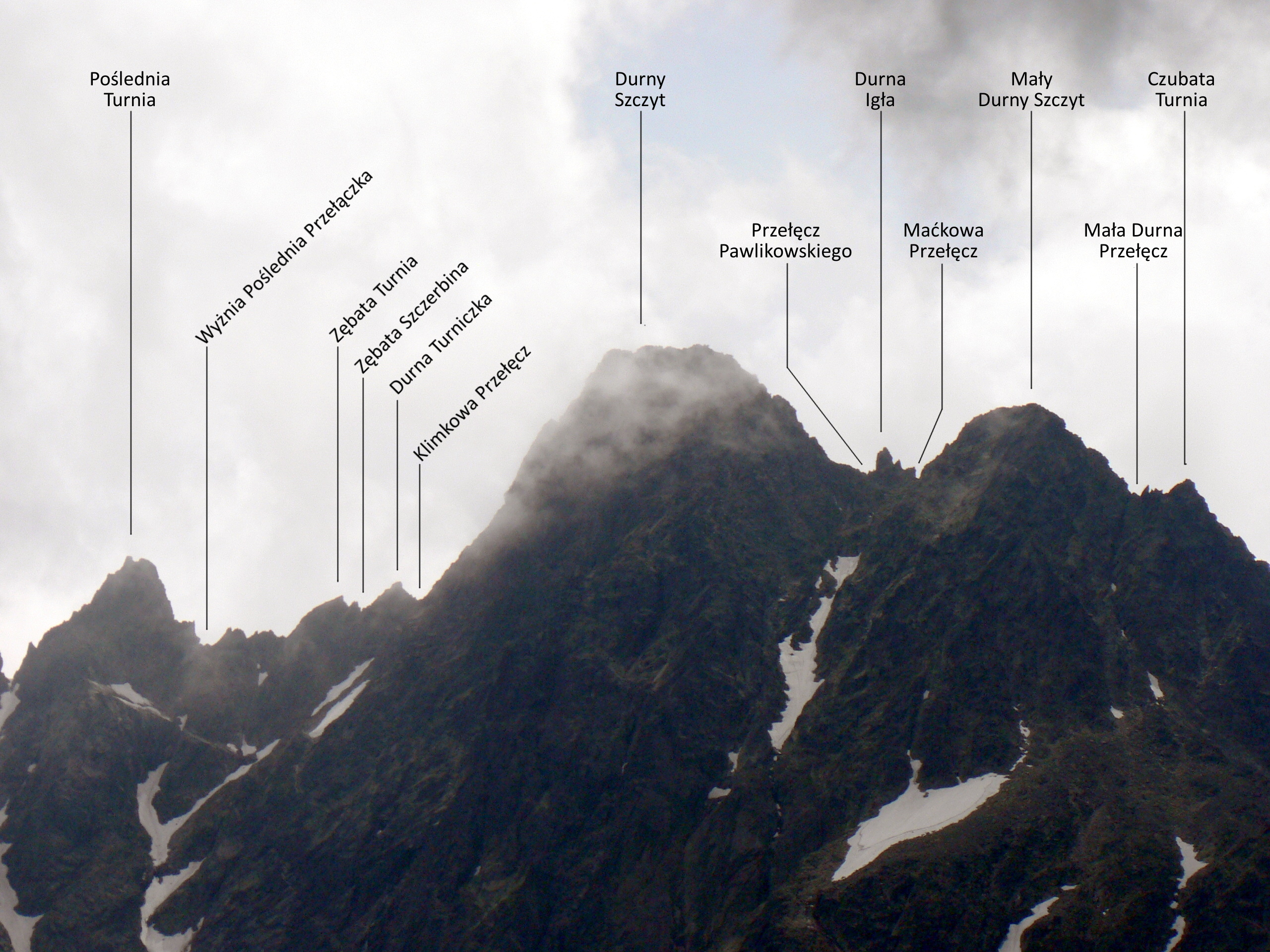
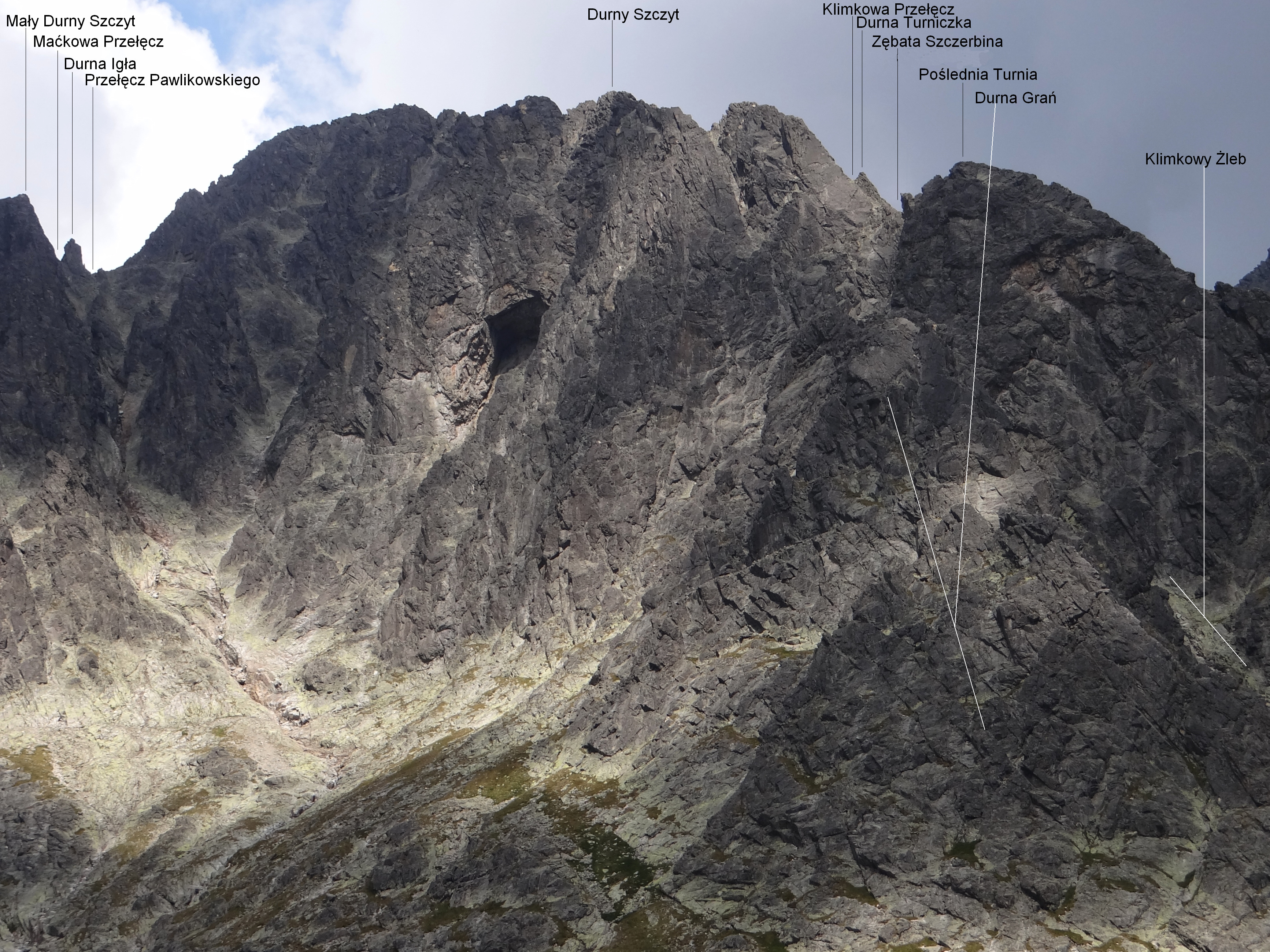
Widok z Doliny Pięciu Stawów Spiskich